# VINTAGE A
《VINTAGE A》為林原惠於2000年6月21日發行的第二張精選音樂專輯。

## 解說
為與前作《VINTAGE S》相隔約2個月發行的第二張精選專輯。從1991年到1999年為止發行的林原惠名義的專輯中，由林原親自選出17首歌收錄而成。相對於以單曲為中心的前作，本作的主體為專輯收錄曲、重製、翻唱曲。
《VINTAGE S》和《VINTAGE A》共同的主題為「過了10年也還想再聽的曲子」。
前作中林原本人作詞的歌曲有一半以上，相對地此作有控制在一定的數量內。
2005年3月16日，原創專輯《Half and, Half》、《輕飄飄》以及《VINTAGE S》皆重新發行。再發行版全為初回限定版樣式（2枚組CD盒、紙盒樣式），附有歌詞本和名為「特別錄影《林原惠寶藏DVD》」的影像DVD。

## 收錄曲
1. 黎明Shooting star [4:50]
  - 作詞・作曲：辛島美登里、編曲：矢萩秀明
  - 收錄於原創專輯《WHATEVER》。

  - OVA《機動戰士鋼彈0080：口袋裡的戰爭》印象曲
  - 首次以林原惠名義錄音的樂曲。
2. 祝我生日快樂 [4:07]
  - 作詞：松葉美保、作曲：佐藤英敏、編曲：Vink
  - 收錄於原創專輯《Perfume》

  - OVA《萬能文化貓娘》第1季片頭曲。
3. 加油! [4:04]
  - 作詞：有森聡美、作曲：石川Kanji、編曲：Vink
  - 收錄於原創專輯《SHAMROCK》

  - OVA《萬能文化貓娘》印象曲。
4. 出門走走 [3:45]
  - 作詞・作曲：伊藤千夏、編曲：矢吹俊郎
  - 收錄於原創專輯《Enfleurage》（描き下ろし曲）
5. 輕飄飄 [4:43]
  - 作詞・作曲：MEGUMI、編曲：岩本正樹
  - 收錄於原創專輯《輕飄飄》。
6. HOW HOW BEAR [4:20]
  - 作詞・作曲：松葉美保、編曲：林有三
  - 收錄於原創專輯《Perfume》。
7. Bon Voyage! [4:22]
  - 作詞・作曲：岡崎律子、編曲：岩本正樹、合音編曲：岡崎律子
  - 收錄於原創專輯《SPHERE》。

  - OVA「MINKY MOMO IN 旅立ちの駅（日语：魔法のプリンセスミンキーモモ）」主題曲。
8. Tokyo Boogie Night 2:59]
  - 作詞：、作曲：原一博、編曲：岡田徹
  - 收錄於原創專輯《WHATEVER》。

  - 廣播《林原惠的Tokyo Boogie Night》片尾曲。
9. hesitation [4:49]
  - 作詞：MEGUMI、作曲・編曲：矢吹俊郎
  - 原創專輯未收錄（本作收錄曲中唯一未收錄於專輯）。

  - OVA片頭曲。
10. 盛夏的西洋情人節 [4:26]
  - 作詞：西脇唯、作曲：久保浩二、編曲：古川貴司
  - 收錄於原創專輯《Half and, Half》。
11. Dance with me....最後的樂園 [4:40]
  - 作詞：、作曲：西岡治彥、編曲：、飯塚昌明
  - 收錄於原創專輯《SPHERE》。

  - 傳聞是大月製作人很喜歡這首歌，於是將它加入這張專輯中。
12. 心中的行星（NUKU NUKU Version） [5:26]
  - 作詞：小坂恭子、作曲：松田弘、編曲：B.C.GUYS
  - 收錄於原創專輯《Enfleurage》。

  - OVA《萬能文化貓娘》印象曲。
13. Good Luck! [4:32]
  - 作詞・作曲：岡崎律子、編曲：光宗信吉、合音編曲：岡崎律子
  - 收錄於原創專輯《Iravati》。
14. 魂牽夢縈（Aqua Groove Mix） [5:26]
  - 作詞：及川眠子、作曲・編曲：大森俊之
  - 收錄於原創專輯《Iravati》。

  - 1997年公開的《新世紀福音戰士劇場版：死與新生》主題曲的翻唱。原曲由高橋洋子演唱。
15. FLY ME TO THE MOON（AYANAMI Version） [4:32]
  - Lyrics and Music by Bart Howard（英语：Bart Howard）、Arranged by Toshiyuki Ohmori。
  - 收錄於原創專輯《Bertemu》。

  - 電視動畫《新世紀福音戰士》片尾曲，標準爵士曲目的翻唱曲。
16. Thirty [4:54]
  - 作詞・作曲：MEGUMI、編曲：岩本正樹
  - 收錄於原創專輯《Iravati》。

  - 本人首次親自作詞、作曲的一作。
17. 你的Answer [3:54]
  - 作詞：吉元由美、作曲・編曲：西岡治彥
  - 收錄於原創專輯《Half and, Half》。

  - 相對於前作《VINTAGE S》第一首「Give a reason」的回答曲，被選為此專輯的最後一首。
  - 含有回到第1張原創專輯《Half and, Half》的第1首歌的意義。